# Begonia strigillosa
Espèce
Begonia strigillosa est une espèce de plantes de la famille des Begoniaceae. Ce bégonia est originaire d'Amérique centrale et du Mexique. L'espèce fait partie de la section Gireoudia. Elle a été décrite en 1851 par Albert Gottfried Dietrich (1795-1856). L'épithète spécifique strigillosa signifie « finement couvert de poils courts et raides ».

## Répartition géographique
Cette espèce est originaire des pays suivants : Costa Rica ; El Salvador ; Guatemala ; Mexique ; Nicaragua ; Panama.